# Nyża

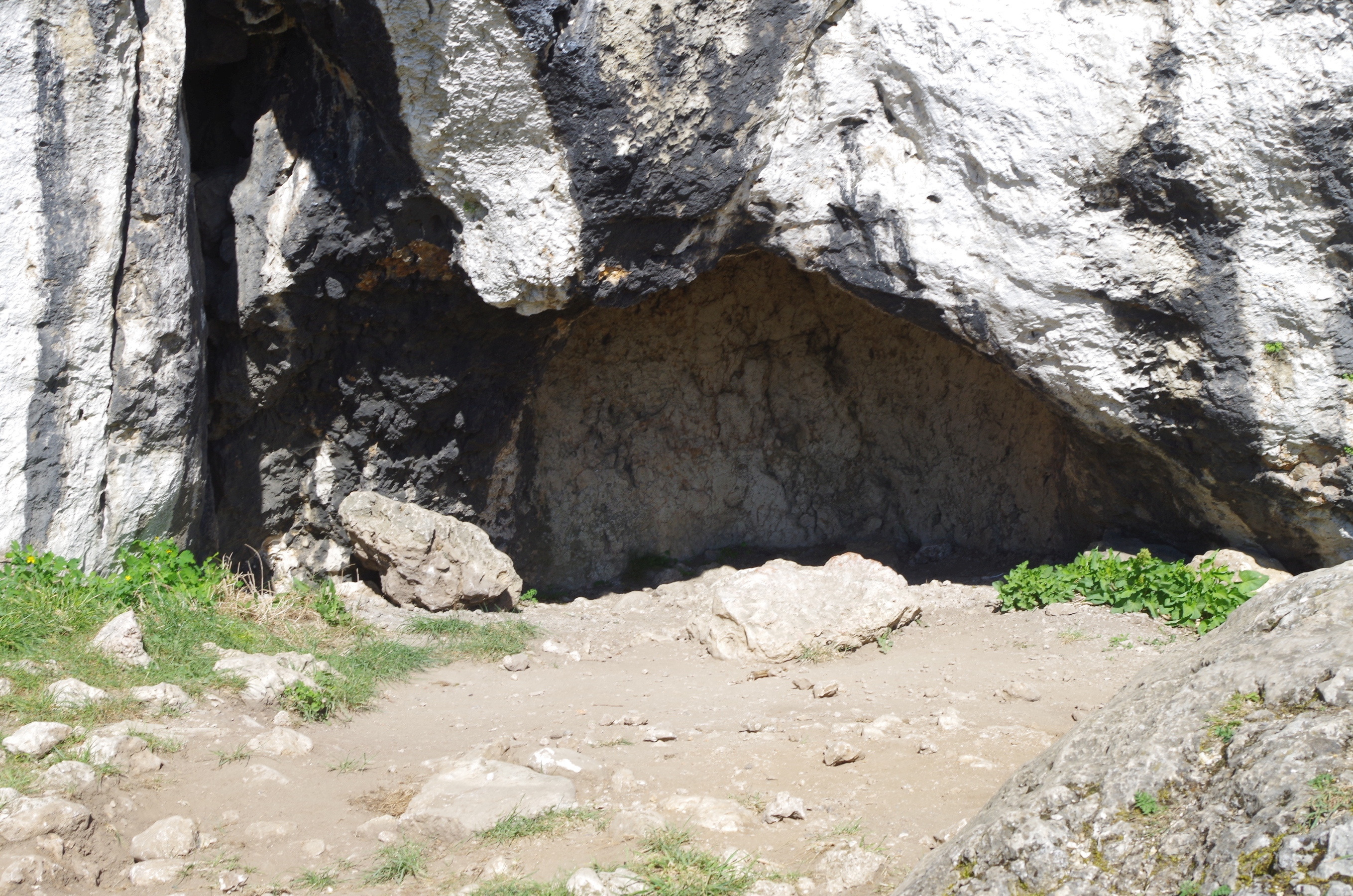
Nyża w skale Studnisko w Skałach Rzędkowickich

Nyża – we wspinaczce słowo to oznacza zagłębienie w skalistym terenie, mające co najmniej takie rozmiary, by mógł w nim zmieścić się człowiek, przynajmniej w pozycji zgiętej. Dawniej używano słowa nisza, obecnie wyszło już ono z użycia. Większe od nyży jest schronisko. Granica między nimi jest umowna, i czasami trudno określić, czy zagłębienie jest nyżą, czy schroniskiem. 
Czasami nyże mogą być sporych rozmiarów, jak np. nyża w formacji Kościół w Wąwozie Kraków w Tatrach (długość ok. 60 m, wysokość ok. 12 m, głębokość ok. 8 m). Niektóre nyże mają swoją nazwę, np. Schron pod Twardymi Spadami w Twardych Spadach w Tatrach.